# Sierra de Santa Catarina
La Sierra de Santa Catarina (precedentemente chiamata Penisola di Iztapalapa o Sierra de Ahuizotl) è una catena montuosa situata ad est di Città del Messico. La maggior parte appartiene al territorio di Città del Messico e solo una delle sue vette si trova nello stato del Messico. È stata dichiarata Area di conservazione ecologica dal governo del Distretto Federale, nel 1998. La catena montuosa è formata dai vulcani di Xaltepec (chiamati anche "Cerro de la Cruz" dagli abitanti di Zapotitlan) (2500 mslm), Tecuauhtzin o Santiago (2.640 mslm), Guadalupe o El Borrego (2.820 mslm) e La Caldera Volcano (2.400 mslm), e le colline Yohualixqui (2.420 mslm), Tetecón (2.480 mslm) ed Estrella (2.460 mslm).
In epoca preispanica questa catena montuosa era conosciuta come "Sierra de Ahuizotl" che significa "animale anfibio" questo perché visto da lontano assomigliava a un animale anfibio emergente dal lago.
Durante il periodo precedente al disseccamento dei laghi della Valle del Messico, la Sierra de Santa Catarina formò una penisola conosciuta con il nome di Iztapalapa, perché lì si trovava la popolazione con lo stesso nome.
L'area a sud di questo è chiamata "il ranch", questo perché c'era una fattoria per piccoli bovini chiamata "Tlaxalla" o "Tlatzalan", fondata nel 1579 e ceduta ai domenicani del convento di Tláhuac nel 1582 e si trovava in quel luogo, precedentemente chiamato "Zona Florida".
La Sierra de Santa Catarina, come quella di Guadalupe, è esposta a un grave deterioramento ecologico. Le loro foreste sono state rase al suolo. Nella stagione delle piogge, le cime di Santa Catarina sono ricoperte da uno strato di vegetazione che conferisce loro un aspetto sano. Tuttavia, tra i mesi da ottobre a maggio, quando le piogge nel bacino del Messico sono scarse, è possibile vedere che è gravemente disboscato. Come se non bastasse, la catena montuosa è stata sottoposta allo sfruttamento dei suoi depositi di tezontle, basalto e sabbia per scopi edilizi.
Il dottor Atl ha pianificato di costruire un centro culturale per la valle orientale del Messico nella regione. Tuttavia, questo piano non è mai stato realizzato. A partire dagli anni '60, numerosi insediamenti irregolari sono proliferati ai piedi della catena montuosa e, sebbene la tendenza sia notevolmente diminuita, l'area urbana di Città del Messico rischia di scomparire dalla zona di conservazione. La Sierra de Santa Catarina è anche una delle regioni più povere della capitale messicana.